# Sovjetunionens herrlandslag i vattenpolo

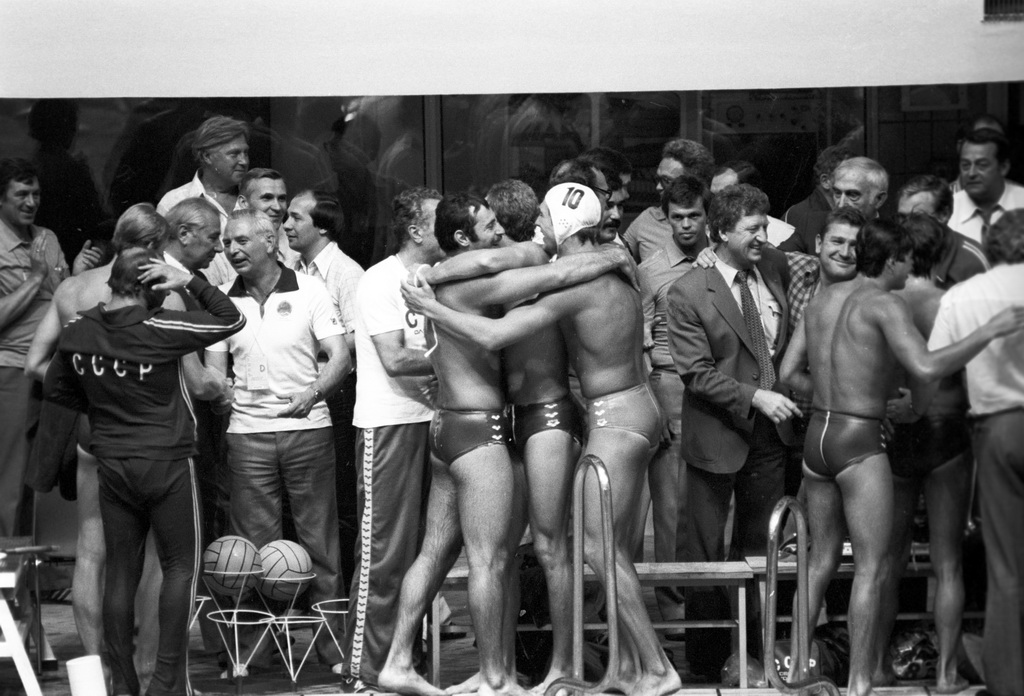
Sovjetiska vattenpolospelare jublar efter de vunnit OS-guld 1980 i Moskva.

Sovjetunionens herrlandslag i vattenpolo (ryska: Мужская сборная СССР по водному поло, Muzjskaja sbornaja SSSR po vodnomu polo) representerade Sovjetunionen i vattenpolo på herrsidan. Laget gjorde olympisk debut 1952 i Helsingfors. Fyra år senare i Melbourne kom den första olympiska medaljplaceringen, OS-brons. Ungern tog OS-guld men matchen Ungern mot Sovjetunionen avbröts på grund av tumultet som uppstod efter att Valentin Prokopov hade slagit en ungersk spelare, Ervin Zádor. Den avbrutna matchen blev allmänt känd som blodet i vattnet-matchen. Sovjetunionen tog EM-guld för första gången i samband med EM-turneringen 1966 i Utrecht.
I början av 1970-talet tog Sovjetunionen först EM-guld 1970 i Barcelona och sedan tjugo år efter OS-debuten OS-guld 1972 i München. Det första VM-guldet kom 1975 i Cali och det andra OS-guldet 1980 på hemmaplan i Moskva. 1982 tog Sovjetunionen VM-guld en gång till, återigen i Sydamerika, i Guayaquil, och därefter blev det tre raka EM-guld: 1983 i Rom, 1985 i Sofia och 1987 i Strasbourg.

## Medaljer

### OS[9]
| Ort och år       | Placering |
| ---------------- | --------- |
| Melbourne 1956   |           |
| Rom 1960         |           |
| Tokyo 1964       |           |
| Mexico City 1968 |           |
| München 1972     |           |
| Moskva 1980      |           |
| Seoul 1988       |           |

### VM[9]
| Ort och år     | Placering |
| -------------- | --------- |
| Belgrad 1973   |           |
| Cali 1975      |           |
| Guayaquil 1982 |           |
| Madrid 1986    |           |

### EM
| Ort och år      | Placering |
| --------------- | --------- |
| Budapest 1958   |           |
| Leipzig 1962    |           |
| Utrecht 1966    |           |
| Barcelona 1970  |           |
| Wien 1974       |           |
| Split 1981      |           |
| Rom 1983        |           |
| Sofia 1985      |           |
| Strasbourg 1987 |           |
| Aten 1991       |           |